# Voyage en Tasmanie
 (octobre 2024).
Pour plus de détails, voir Fiche technique et Distribution.
Voyage en Tasmanie (Bedevilled Rabbit) est un court métrage d'animation de la série américaine Merrie Melodies, réalisé par Robert McKimson et sorti le 13 avril 1957, qui met en scène Bugs Bunny et Taz.